# VAIO Corporation
Die Vaio Corporation (Eigenschreibweise: VAIO, engl. für jap. VAIO株式会社, baio kabushiki-gaisha) mit Hauptsitz in der Präfektur Nagano ist ein japanisches Unternehmen der Elektronikindustrie, welches Laptops vertreibt. Die Vaio Corporation entstand aus der ehemaligen Personal-Computer-Sparte von Sony, die 2014 an den Investor „Japan Industrial Partners“ (日本産業パートナーズ, Nihon sangyō partners) verkauft wurde. Der Sony-Markenname VAIO (Visual Audio Intelligent Organizer) wurde als Firmenname des neuen Unternehmens übernommen. Nach dem Verkauf hält Sony weiterhin einen Minderheitsanteil von 5 % am Unternehmen, des Weiteren bleibt der Name VAIO eine Handelsmarke der Sony Corporation. Von rund 1000 Mitarbeitern der Computersparte Sonys wurden nur zwischen 250 und 300 Angestellte in die Vaio Corporation übernommen. Nachdem sich Vaio 2014 vom internationalen Markt zurückzog und seine Rechner nur noch auf dem heimischen Markt in Japan anbot, drängte das Unternehmen in den folgenden Jahren mithilfe von Vertriebspartnern wie JD.com oder Positivo Informática wieder in die Computermärkte Asiens und Nord- und Südamerikas.